# Peperomia bernoullii
Peperomia bernoullii är en pepparväxtart som beskrevs av C. Dc.. Peperomia bernoullii ingår i släktet peperomior, och familjen pepparväxter. Inga underarter finns listade i Catalogue of Life.